# Samuel I.
Samuel I. (958 – 6. října 1014) byl jedním z komitopulů, čtyř bratrů, kteří po smrti cara Petra I. převzali vládu nad západní částí první bulharské říše, zatímco byzantský císař Jan I. Tzimiskes se zmocnil části východní. Samuel jakožto poslední přeživší ze svých sourozenců se stal po smrti Petrova nástupcem cara Romana. Od počátku vládl jen formálně, ale od roku 997 korunován bulharským carem. Během jeho vlády zhruba v letech 976 až 1014 se mu podařilo získat zpět ztracená území a bulharský stát se v rámci Balkánu opět stal velmocí. V pozdějších letech ale pozice Bulharska začala upadat a byzantský císař Basileios II. postupně dobýval bulharská území zpět pod byzantskou kontrolu. Po byzantském vítězství v bitvě u Belasice nechal Basileios převážnou část ze 14 000 bulharských zajatců oslepit a poslat zpět k Samuelovi, což mu vyneslo titul Bulgaroktonos (Bulharobijce). Ve chvíli, kdy car svoje navrátivší se vojsko spatřil, zasáhla ho mrtvice a Samuel o dva dny později zemřel. Čtyři roky nato bylo celé bulharské území začleněno do byzantské říše.